# Uchentein
Uchentein é uma ex-comuna francesa na região administrativa de Occitânia, no departamento de Ariège. Estendeu-se por uma área de 4,02 km². Em 2010 a comuna tinha 24 habitantes (densidade: 6 hab./km²).
Em 1 de janeiro de 2017 foi fundida com a comuna de Les Bordes-sur-Lez para a criação da nova comuna de Bordes-Uchentein.